# Ändslösbergssjön
Ändslösbergssjön är en sjö i Gagnefs kommun i Dalarna och ingår i Dalälvens huvudavrinningsområde.